# هانا آنتونوویچ
هانا آنتونوویچ (انگلیسی: Hana Antunovic) کاراته‌کای سوئدی است. وی در مسابقات کاراته قهرمانی جهان ۲۰۱۸ که در مادرید، اسپانیا برگزار شد، یکی از مدال‌های برنز را در کومیته ۶۸+ کیلوگرم بانوان از آن خود کرد.
در سال ۲۰۱۵، او در مسابقات اروپایی ۲۰۱۵ که در باکو، جمهوری آذربایجان برگزار شد، با شکست در بازی نیمه نهایی مدال برنز را از دست داد. در سال ۲۰۱۹، همچنین در بازی‌های اروپایی ۲۰۱۹ که در مینسک، بلاروس برگزار شد، در کومیته ۶۸+ کیلوگرم بانوان رقابت کرد. او هر سه مسابقه خود را در مرحله حذفی باخت و به مرحله نیمه نهایی صعود نکرد.

## دستاوردها
| سال  | رقابت                 | محل             | رتبه بندی | رویداد             |
| ---- | --------------------- | --------------- | --------- | ------------------ |
| ۲۰۱۷ | مسابقات قهرمانی اروپا | قوجاایلی، ترکیه | سوم       | کومیته ۶۸+ کیلوگرم |
| ۲۰۱۸ | قهرمانی جهان          | مادرید، اسپانیا | سوم       | کومیته ۶۸+ کیلوگرم |